# Bezemmos
Bezemmos (Paraleucobryum longifolium ) is een bladmos behorend tot de gaffeltandmosfamilie. Het groeit vooral in kussens op steen, vooral granietkeien, en op de stambasis van loofbomen.

## Determinatie

### Uiterlijke kenmerken
De plant is witgroen tot grijsgroen, soms geelachtig, en vaak lichter van kleur bij de bladscheden. De stengels zijn 1–4 (–7) cm lang. De bladeren zijn verspreid, meestal falcaat en 4–8 × 0,2–0,8 mm groot. De bladrand is meestal gekartelde rand in de distale helft. De seta is roodachtig van onderen en geelachtig van boven, 1 tot 2 centimeter lang. Het sporenkapsel is cilindrisch en heeft een lengte van 1,5–3 mm. Het sporenkapseldeksel heeft een lange snavel. Het operculum is 1–2 mm groot.
Het mos is tweehuizig. Sporofyten worden zelden gevormd.

### Microscopische kenmerken
De sporen rijpen in de zomer en meten 22–35 µm. De laminacellen zijn rechthoekig aan de basis van het blad en korter naar de bovenkant toe. Bladvleugelcellen zijn licht uitgezet en bruinachtig. De bladnerfdoorsnede heeft drie cellagen: ventrale (buikzijde) hyaliene buitenste cellen, mediane chlorofylcellen en aan de dorsale (achter) zijde hyaliene en chlorofylcellen.

## Verspreiding
In Nederland staat het mos op de rode lijst in de categorie 'afwezig'. Het mos werd in 1999 als nieuw voor Nederland gemeld. Het betrof een in het herbarium van Groningen ontdekte collectie uit de omgeving van Haren (‘Witteveen bij Haren’ volgens het etiket) bij Groningen. De soort is waarschijnlijk verzameld tussen 1852 en 1871 door van Hall. De soort groeide hier vermoedelijk in het bos. Het is de enige bekende vondst uit Nederland. Het boreaal-montane mos komt in de Ardennen nog vrij algemeen voor, maar is zeldzaam in Noordwest-Duitsland en sterk bedreigd in het laagland van Nedersaksen.